# Xã Colfax, Quận Atchison, Missouri
Xã Colfax (tiếng Anh: Colfax Township) là một xã thuộc quận Atchison, tiểu bang Missouri, Hoa Kỳ. Năm 2010, dân số của xã này là 65 người.